# Надзвичайні обставини
Надзвичайні обставини (рос. Чрезвычайные обстоятельства) — радянський художній фільм 1980 року, знятий на Свердловській кіностудії.

## Сюжет
Необхідність будівництва нового заводу — це і є ті надзвичайні обставини, з якими доводиться боротися начальнику нафтовидобувного управління товаришеві Батукіну. Поки тільки він один розуміє, що потужності парку ще недостатньо для того, щоб безперебійно постачати завод нафтою.

## У ролях
- Анатолій Васильєв — Гліб Костянтинович Батукін, начальник нафтовидобувного управління
- Ігор Владимиров — Іван Георгійович Марущак
- Валерія Заклунна — Олена Кузьмівна Сергєєва
- Олена Кузьміна — Катя Кулагіна
- Геннадій Фролов — слідчий
- Олексій Ейбоженко — Петро Храмов, начальник товарного парку
- Олексій Михайлов — Георгій Павлович Петровський, головний інженер товарного парку
- Анна Антоненко-Луконіна — Софія, дружина Марущака
- Олександр Леньков — Саша Кулагін, водій бензовоза
- Євген Шутов — Авілов, секретар міськкому
- Микола Бріллінг — Іваницький
- Юрій Бєлов — автослюсар
- Валентина Березуцька — Любов Григорівна, диспетчер
- Віктор Зозулін — будівельник
- Зоя Ісаєва — адміністратор готелю
- Олександр Лебедєв — майстер на будівництві
- Олександр Лук'янов — епізод
- Микола Мерзлікін — працівник товарного парку
- Юрій Потьомкін — шофер
- Любов Реймер — секретар Марущака
- Зоя Степанова — Алла Михайлівна, секретар Батукіна
- Клавдія Хабарова — епізод
- Юлія Бурдова — дочка Кулагіних
- Роман Глибін — Васильок, син Кулагіних
- Михайло Калинкин — начальник відділу, прийшов на планерку до Батукіна
- Анастасій Смоленський — начальник відділу, прийшов на планерку до Батукіна

## Знімальна група
- Режисер — Євген Васильєв
- Сценаристи — Костянтин Лагунов, Девід Макаров
- Оператори — Євген Васильєв, Рудольф Зуєв
- Композитор — Михайло Зів
- Художники — Совет Агоян, Олександр Кожемячко